# Cabanelas (Mirandela)
Cabanelas es una freguesia portuguesa del municipio de Mirandela, con 18,60 km² de superficie y 421 habitantes (2001). Su densidad de población es de 22,6 hab/km².